# Quirine Lemoine
Quirine Lemoine (Woerden, 25 december 1991) is een Nederlands tennisspeelster.

## Loopbaan
Lemoine behaalde in het enkelspel zeventien ITF-titels en in het dubbelspel 24. In juli 2015 won ze op het Zeeland-toernooi in Middelburg zowel de enkel- als de dubbelspeltitel, een prestatie die zij een jaar later wist te herhalen. In juli 2017 behaalde zij in het dubbelspel met Arantxa Rus op het toernooi van Båstad haar eerste WTA-titel.
In 2019 werd Lemoine Nederlands kampioene in het enkelspel. In het dubbelspel werd zij in 2015 (met Eva Wacanno) en 2020 (met Richèl Hogenkamp) ook Nederlands kampioene. In juli 2021 won zij in Amstelveen haar zeventiende ITF-titel in het enkelspel. Samen met landgenote Suzan Lamens won Lemoine daar ook het dubbelspel, haar 24e titel.

## Posities op deWTA-ranglijst
Positie per einde seizoen:
| jaar | rang enkelspel | rang dubbelspel |
| ---- | -------------- | --------------- |
| 2009 | 1023           | –               |
| 2010 | 864            | 476             |
| 2011 | 644            | 559             |
| 2012 | 454            | 765             |
| 2013 | 779            | 725             |
| 2014 | 296            | 978             |
| 2015 | 329            | 334             |
| 2016 | 252            | 211             |
| 2017 | 190            | 146             |
| 2018 | 255            | 326             |
| 2019 | 370            | 330             |
| 2020 | 441            | 467             |

## Resultaten grandslamtoernooien
| Legenda | Legenda                          |
| ------- | -------------------------------- |
| g.t.    | geen toernooi gehouden           |
| l.c.    | lagere categorie                 |
| –       | niet deelgenomen                 |
| G       | uitgeschakeld in de groepsfase   |
| 1R      | uitgeschakeld in de eerste ronde |
| 2R      | uitgeschakeld in de tweede ronde |
| 3R      | uitgeschakeld in de derde ronde  |
| 4R      | uitgeschakeld in de vierde ronde |
| KF      | uitgeschakeld in de kwartfinale  |
| HF      | uitgeschakeld in de halve finale |
| F       | de finale verloren               |
| W       | het toernooi gewonnen            |
| w-v     | winst/verlies-balans             |

### Enkelspel
| toernooi        | 2017 |
| --------------- | ---- |
| Australian Open | –    |
| Roland Garros   | 1R   |
| Wimbledon       | –    |
| US Open         | –    |

## Palmares
| Legenda                 |
| ----------------------- |
| Grandslamtoernooi       |
| Olympische Spelen       |
| Year-End Championships  |
| Premier Mandatory       |
| Premier Five / WTA 1000 |
| Premier / WTA 500       |
| International / WTA 250 |
| Challenger / WTA 125    |

### WTA-finaleplaatsen enkelspel
geen

### WTA-finaleplaatsen dubbelspel
| nr.              | finale     | toernooi   | ondergrond | partner     | tegenstandsters                   | score            |         |
| ---------------- | ---------- | ---------- | ---------- | ----------- | --------------------------------- | ---------------- | ------- |
| gewonnen finales |            |            |            |             |                                   |                  |         |
| 1.               | 2017-07-30 | WTA Båstad | gravel     | Arantxa Rus | María Irigoyen Barbora Krejčíková | 3-6, 6-3, [10-8] | details |

### Gewonnen ITF-toernooien enkelspel
| nr. | finale     | toernooi        | dotatie | tegenstandster in finale   | score         |
| --- | ---------- | --------------- | ------- | -------------------------- | ------------- |
| 1.  | 2011-02-25 | Antalya         | $10.000 | Isabella Shinikova         | 6-4, 6-2      |
| 2.  | 2012-02-26 | Helsingborg     | $10.000 | Eva Hrdinová               | 6-4, 6-4      |
| 3.  | 2012-04-06 | Edinburgh       | $10.000 | Elixane Lechemia           | 6-1, 6-0      |
| 4.  | 2012-05-20 | Istanboel       | $10.000 | Ani Amiraghyan             | 6-2, 7-6      |
| 5.  | 2014-04-06 | Manama          | $10.000 | Fatma Al Nabhani           | 4-6, 6-1, 6-2 |
| 6.  | 2014-06-15 | Amstelveen      | $10.000 | Bernarda Pera              | 2-6, 6-4, 6-2 |
| 7.  | 2014-07-06 | Knokke          | $10.000 | Kelly Versteeg             | 6-1, 6-0      |
| 8.  | 2014-07-26 | Maaseik         | $10.000 | Bernice van de Velde       | 6-1, 6-3      |
| 9.  | 2014-08-31 | Rotterdam       | $10.000 | Olga Sáez Larra            | 6-3, 3-6, 6-2 |
| 10. | 2015-07-04 | Middelburg      | $15.000 | Arantxa Rus                | 6-1, 6-2      |
| 11. | 2016-06-26 | Nieuwpoort      | $10.000 | Margot Yerolymos           | 6-4, 6-3      |
| 12. | 2016-07-03 | Middelburg      | $25.000 | Valentini Grammatikopoulou | 6-2, 7-5      |
| 13. | 2016-09-25 | Podgorica       | $25.000 | Paula Ormaechea            | 7-5, 6-1      |
| 14. | 2016-07-04 | Zawada Książęca | $25.000 | Laura Schäder              | 3-6, 6-4, 7-5 |
| 15. | 2017-06-24 | Ystad           | $25.000 | Melanie Stokke             | 1-6, 6-4, 6-3 |
| 16. | 2018-11-04 | Toronto         | $60.000 | Kateryna Kozlova           | 6-2, 6-3      |
| 17. | 2021-07-11 | Amstelveen      | $60.000 | Yana Morderger             | 7-5, 6-4      |

### Gewonnen ITF-toernooien dubbelspel
| nr. | finale     | toernooi                 | dotatie | partner                    | tegenstandsters in finale                   | score            |
| --- | ---------- | ------------------------ | ------- | -------------------------- | ------------------------------------------- | ---------------- |
| 1.  | 2009-08-02 | Bree                     | $10.000 | Kiki Bertens               | An-Sophie Mestach Demi Schuurs              | 6-1, 6-0         |
| 2.  | 2009-08-30 | Enschede                 | $10.000 | Sabine van der Sar         | Daniëlle Harmsen Kim Kilsdonk               | 6-2, 4-6, [10-8] |
| 3.  | 2010-08-22 | Westende                 | $10.000 | Demi Schuurs               | Irina Chromatsjova Alison Van Uytvanck      | 3-6, 6-4, 6-4    |
| 4.  | 2010-09-05 | Middelburg               | $10.000 | Sabine van der Sar         | Angelique van der Meet Bernice van de Velde | 6-1, 6-0         |
| 5.  | 2011-07-03 | Middelburg               | $25.000 | Maryna Zanevska            | Julia Cohen Florencia Molinero              | 6-3, 6-4         |
| 6.  | 2011-10-30 | Stockholm                | $10.000 | Lisanne van Riet           | Eleanor Dean Antonia Lottner                | 7-5, 6-1         |
| 7.  | 2012-01-22 | Sutton                   | $10.000 | Amy Bowtell                | Elixane Lechemia Irina Ramialison           | 7-6, 6-3         |
| 8.  | 2012-02-26 | Helsingborg              | $10.000 | Amy Bowtell                | Matilda Hamlin Valeria Osadchenko           | 6-3, 6-4         |
| 9.  | 2013-09-22 | Santa Margherita di Pula | $10.000 | Gabriela van de Graaf      | Agata Baranska Pia König                    | 6-4, 6-7, [10-3] |
| 10. | 2013-10-27 | Antalya                  | $10.000 | Gabriela van de Graaf      | Marie Benoît Kimberly Zimmermann            | 6-7, 0-6, [10-7] |
| 11. | 2015-07-04 | Middelburg               | $15.000 | Lesley Kerkhove            | Conny Perrin Aljona Sotnikova               | 6-1, 6-2         |
| 12. | 2015-08-23 | Wanfercée-Baulet         | $15.000 | Eva Wacanno                | Elyne Boeykens Aleksandrina Naydenova       | 2-6, 6-2, [10-6] |
| 13. | 2015-09-13 | Alphen aan den Rijn      | $25.000 | Eva Wacanno                | Lesley Kerkhove Arantxa Rus                 | 3-6, 6-4, [10-7] |
| 14. | 2016-03-20 | Orlando                  | $10.000 | Ulrikke Eikeri             | Ema Burgić-Bucko Dia Evtimova               | 6-1, 6-3         |
| 15. | 2016-07-03 | Middelburg               | $25.000 | Eva Wacanno                | Valentini Grammatikopoulou Julia Wachaczyk  | 6-3, 7-5         |
| 16. | 2016-09-11 | Sofia                    | $25.000 | Valentini Grammatikopoulou | Lina Gjorcheska Viktoriya Tomova            | 6-4, 4-6, [10-6] |
| 17. | 2016-09-23 | Podgorica                | $25.000 | Anita Husarić              | Ivana Jorović Xenia Knoll                   | 3-6, 6-4, [10-4] |
| 18. | 2018-08-18 | Las Palmas               | $25.000 | Eva Wacanno                | Emily Arbuthnott Mirjam Björklund           | 7-6, 6-1         |
| 19. | 2019-01-20 | Singapore                | $25.000 | Arantxa Rus                | Chen Pei-hsuan Wu Fang-hsien                | 6-2, 6-4         |
| 20. | 2019-07-07 | Den Haag                 | $25.000 | Valentini Grammatikopoulou | Gabriella Da Silva-Fick Anna Klasen         | 6-2, 5-7, [10-3] |
| 21. | 2019-12-01 | Antalya                  | $15.000 | Gabriëlla Mujan            | Ioana Gașpar Nina Rudiukova                 | 6-3, 6-4         |
| 22. | 2021-01-31 | Caïro                    | $15.000 | Gabriëlla Mujan            | Dea Herdželaš Anita Husarić                 | 4-6, 6-3, [10-6] |
| 23. | 2021-06-27 | Alkmaar                  | $15.000 | Gabriëlla Mujan            | Eva Vedder Stéphanie Visscher               | 6-4, 6-1         |
| 24. | 2021-07-11 | Amstelveen               | $60.000 | Suzan Lamens               | Amina Ansjba Anastasia Dețiuc               | 6-4, 6-3         |